# Mortes em um caminhão no Texas em 2022
Em 27 de junho de 2022, pelo menos 53 corpos foram descobertos em um caminhão-trator em San Antonio, Texas, Estados Unidos. Pelo menos outras 16 pessoas foram hospitalizadas. As mortes teriam ocorrido durante uma aparente tentativa de contrabando de migrantes no sul do Texas. Conforme o Serviço Nacional de Meteorologia, as temperaturas na área de San Antonio no momento variavam de 36 a 40 graus.

## Contexto
Durante o ano fiscal de 2022, houve uma quantidade recorde de migrantes cruzando a fronteira EUA-México, onde as autoridades estão prestes a registrar mais de 2 milhões de prisões. Os números da Alfândega e Proteção de Fronteiras dos EUA mostraram que as prisões de imigrantes ilegais na fronteira em maio subiram para os níveis mais altos já registrados. Eles fizeram 239 416 prisões ao longo da fronteira no mês de maio, um aumento de 2% em relação a abril, segundo os totais.
San Antonio é conhecido como um importante ponto de trânsito para migrantes que se deslocam do Texas para o resto dos Estados Unidos. Localizado a 150 milhas (241,4 km) da fronteira EUA-México, os contrabandistas transportaram os migrantes para a cidade através de grandes veículos. No início de junho, o Departamento de Segurança Interna divulgou detalhes sobre os esforços do governo Biden para combater o contrabando de pessoas e a migração não autorizada em conjunto com a Cúpula das Américas realizada em Los Angeles. A série de operações lançadas em todo o Hemisfério Ocidental faz parte da maior repressão ao contrabando de seres humanos já vista na região, com mais de 1 300 funcionários destacados e quase 2 000 contrabandistas presos em apenas dois meses.

## Descoberta
No dia 27 de junho, o trator-reboque foi descoberto na Estrada da Quintana por trabalhadores de uma empresa próxima. A estrada corre paralela à Interestadual 35, uma das principais rotas norte-sul no centro dos Estados Unidos para tráfego e comércio da fronteira sul, sendo frequentemente explorada por contrabandistas. O chefe de polícia de San Antonio, William McManus, informou que os policiais receberam uma ligação pouco antes das 18h, depois que um transeunte ouviu um grito de socorro. Quando o trabalhador se aproximou, viu vários corpos empilhados no trator-reboque com as portas entreabertas. O Corpo de Bombeiros de San Antonio chegou e encontrou muitos indivíduos falecidos e outros fracos demais para se libertarem mesmo com as portas entreabertas, devido à insolação e exaustão por falta de ar condicionado ou água em condições de 100°F (ca. 38 °C).
Originalmente quarenta e seis corpos foram descobertos em um trator-reboque perto da Base Aérea de Lackland em San Antonio, Texas. Dezesseis outros, doze adultos e quatro crianças, foram levados vivos e conscientes para instalações médicas. Três pessoas morreram após chegar a um hospital naquele dia no Sistema de Saúde Batista e outra morreu mais tarde no dia seguinte. Os encontrados no caminhão foram posteriormente identificados como vindos do México, Guatemala e Honduras.

## Investigação
Quatro pessoas, incluindo o suposto motorista, foram detidas.